# Johann Trübenbach

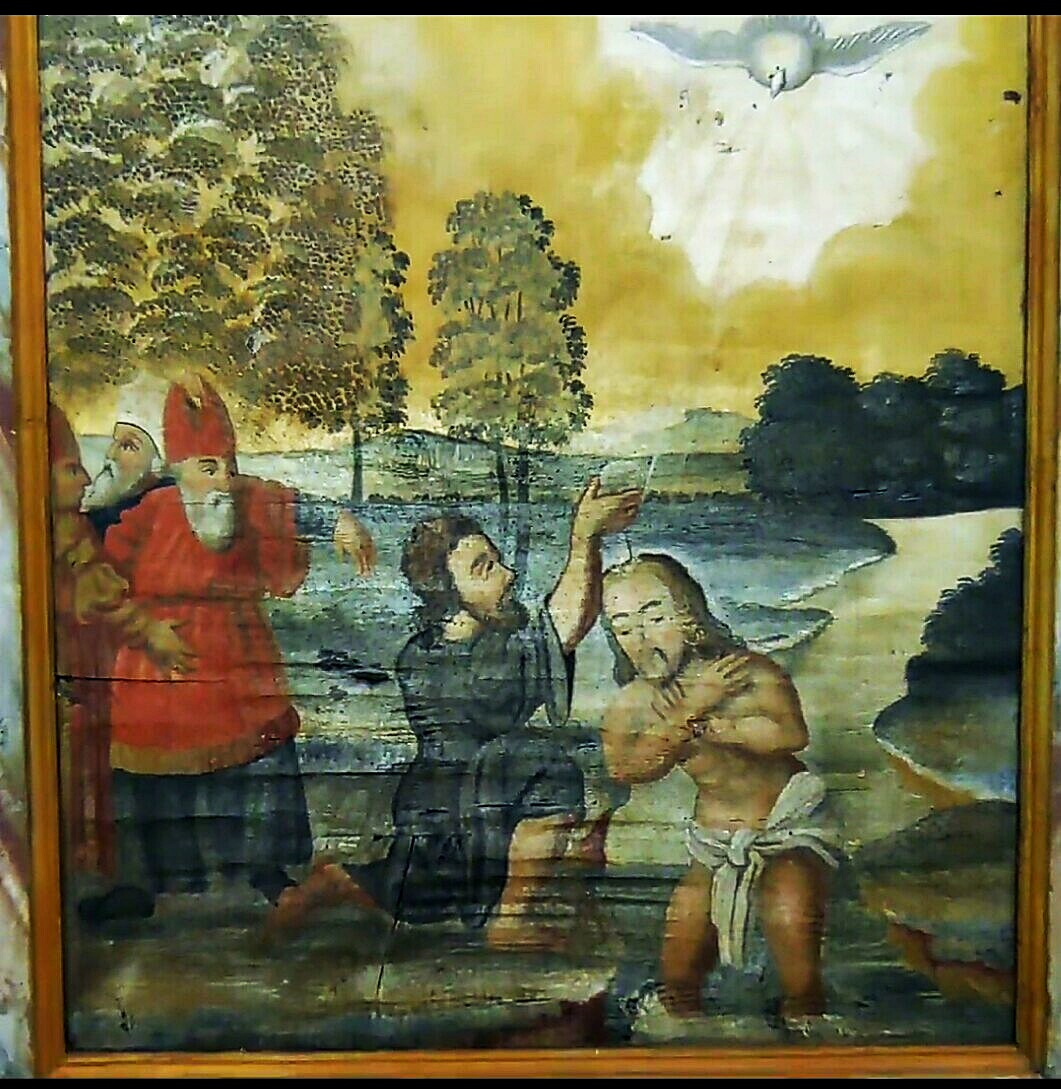
Taufe Jesu, von Johann Trübenbach, Pfarrkirche Marienfels

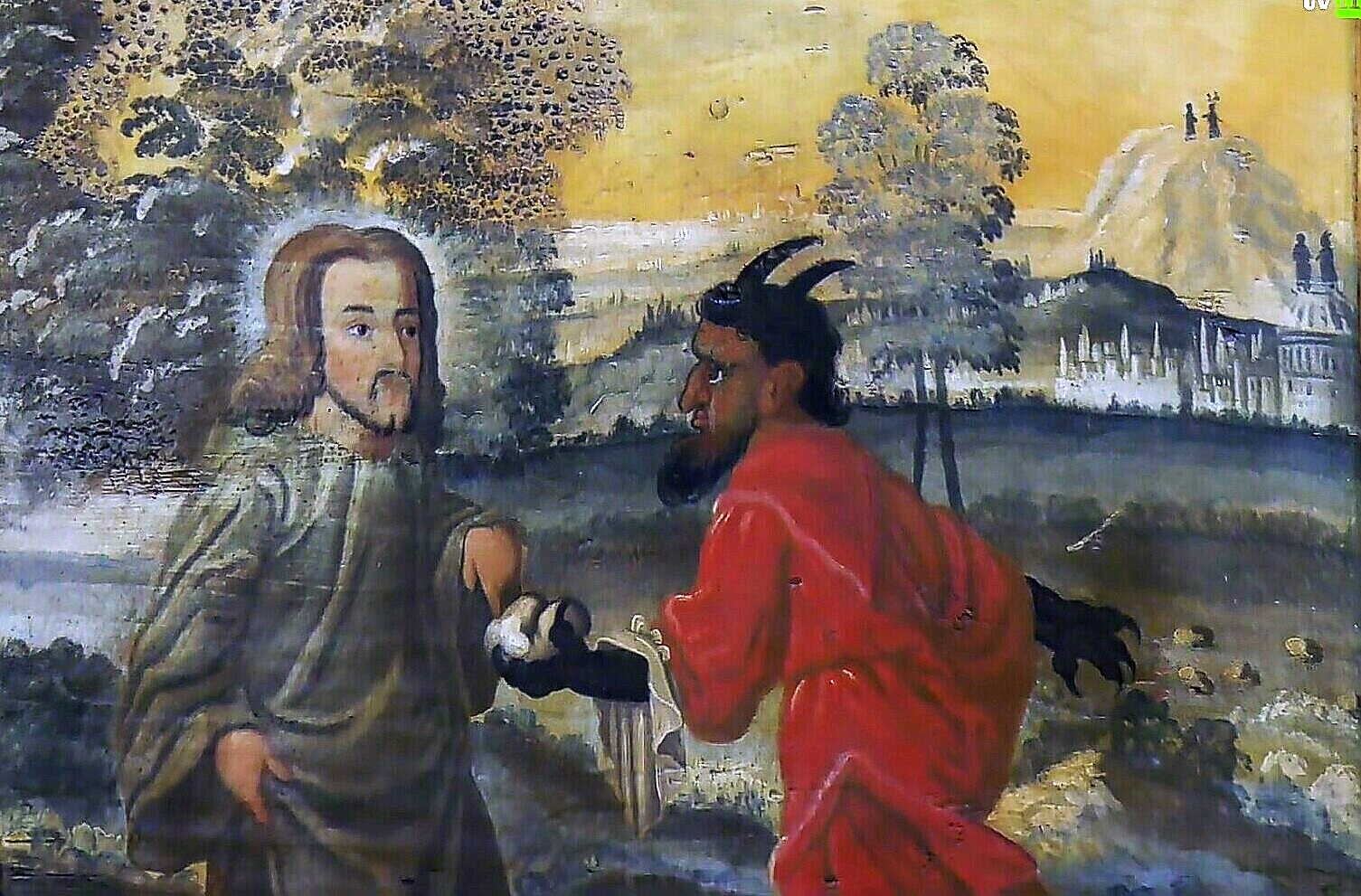
Versuchung Jesu durch den Teufel, von Johann Trübenbach, Pfarrkirche Marienfels

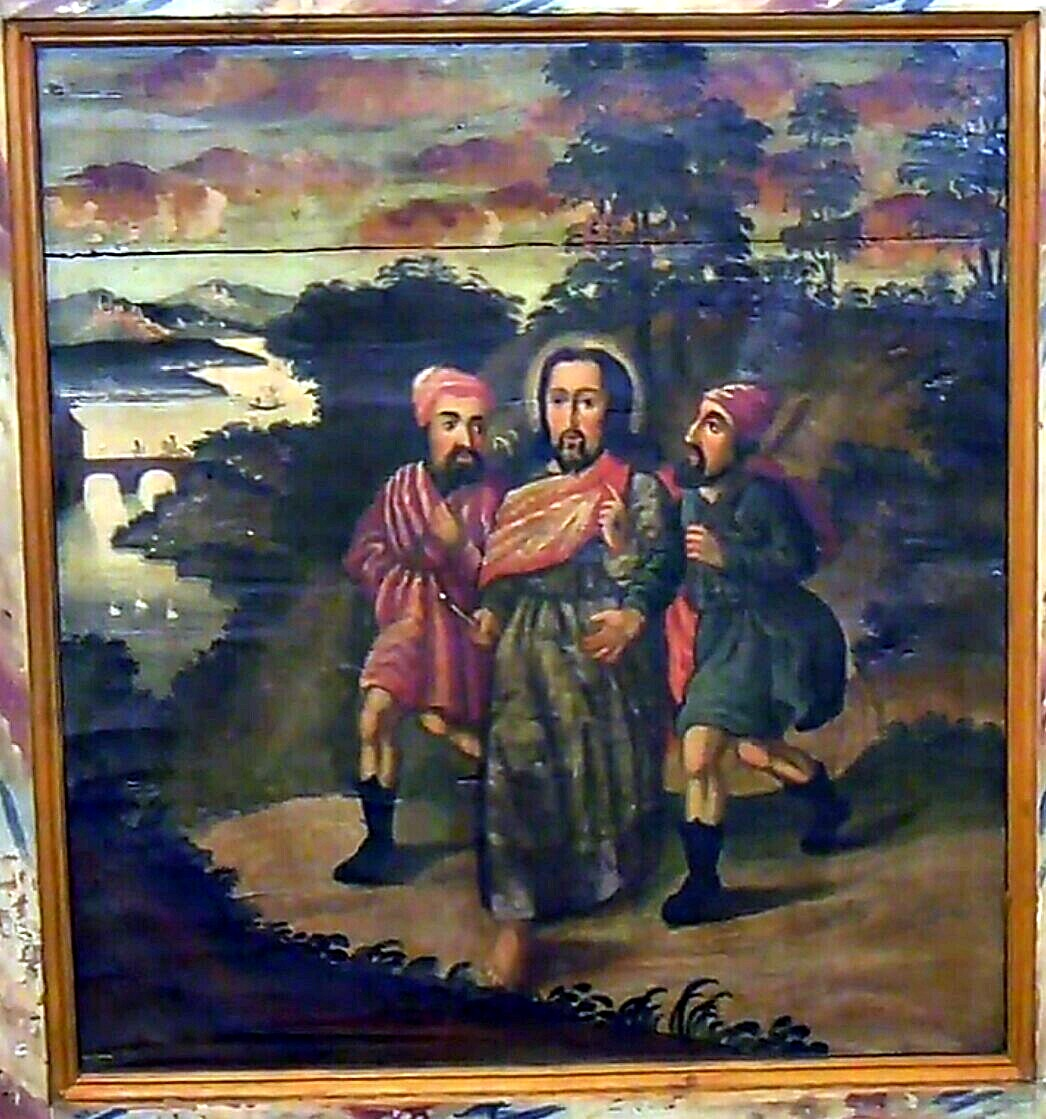
Gang nach Emmaus, von Johann Trübenbach, Pfarrkirche Marienfels

Johann Trübenbach (* um 1704; † 16. November 1781 in Ebertsheim) war ein deutscher Maler.

## Leben und Wirken
Die Herkunft von Johann Trübenbach ist ungeklärt. Am 28. August 1731 heiratete er in Ebertsheim, gemäß dem dortigen lutherischen Kirchenbuch, als „Kunst-Mahler und Buchbinder“, die von hier stammende Maria Margretha Beyer, Tochter des verstorbenen Schultheißen Valentin Beyer.
Es ist belegt, dass sein Bruder Johann Peter Trübenbach († 1761) von 1746 bis zu seinem Tod als Pfarrer von Marienfels im Taunus amtierte. Johann Trübenbach malte um 1750 für dessen Kirche einen Zyklus von 24 Tafelgemälden aus dem Leben Jesu, sowie Darstellungen der Apostel. Diese Bilder sind bis heute erhalten und das bedeutendste bekannte Werk des Künstlers.
Er hatte den Sohn Georg Hermann Trübenbach, der ebenfalls Maler wurde und u. a. 1768 die Emporenbrüstung in der Kirche Münchweiler an der Alsenz mit Gemälden schmückte.
Johann Trübenbachs Tochter Carolina ehelichte den Ebertsheimer Steinhauer Johann Schlesinger. Ihre Söhne Johann Adam Schlesinger  (1759–1829) und Johann Schlesinger (1768–1840) wurden beide bekannte Maler. Von Johann Adam Schlesinger ist überliefert, dass der Großvater Johann Trübenbach sein Lehrmeister war. 
Aus dieser Linie stammen auch die späteren Maler Johann Jakob Schlesinger (1792–1855) und George Forster (1817–1896) von ihm ab.
Johann Trübenbach starb am 16. November 1781 in Ebertsheim, im Alter von 77 Jahren und wurde am 18. November dort begraben.